# Mas de l'Inglès
El Mas de l'Inglès és una masia de Reus (Baix Camp) situada a la partida dels Estellers, entre el Camí dels Cinc Ponts i el camí de la Selva, sota el Mas del Gallissà.

## Descripció
El mas és una construcció de planta rectangular i volum senzill, amb dues plantes d'alçada i coberta amb terrat i badalot. La façana principal ordena els buits a partir d'un eix central. La barana, per sobre del ràfec, emfatitza l'eix amb un recrescut. A la dreta del mas hi ha una bassa quadrada i una altra construcció. A l'esquerra veiem un cobert d'una planta. Tot plegat conforma un conjunt lineal amb el creixement de les construccions originals i les posteriors. Hi havia un paller i una era que ara no existeixen. El conjunt del mas i les basses és deficient.